# Osoiro Eanes
Osoiro Eanes (fl. XII-XIII secolo) è stato un trovatore galiziano, attivo nei primi decenni del XIII secolo.
Fu membro della famiglia nobile dei Marinho e fratello di Martin Eanes e Pero Eanes. Studiò a Parigi nel 1220 e fu canonico a Santiago. È autore di otto cantigas de amor. 